# ورزشگاه جار
ورزشگاه جار، یک ورزشگاه مخصوص فوتبال است که در پایتخت ازبکستان در تاشکند واقع شده است. ظرفیت این ورزشگاه ۸۵۰۰ تماشاگر است.
ورزشگاه جار در سال ۱۹۹۸ گشایش یافت. در سال ۲۰۰۵ بازسازی شد.  پس از ساخت ورزشگاه جدید بنیادکار (در حال حاضر ورزشگاه ملی) در سال ۲۰۱۳، این باشگاه چند بازی خانگی را در این ورزشگاه برگزار کرد. در جریان بازسازی ورزشگاه پخته‌کار، در این ورزشگاه، پخته‌کار بازی های خانگی خود را انجام داد. همچنین تیم های ملی، المپیک، جوانان و بانوان ازبکستان چند دیدار را در این ورزشگاه برگزار می کنند. از فصل ۲۰۱۶ ورزشگاه توسط باشگاه - اوبد اجاره شده است. همچنین در این ورزشگاه، تیم‌های ملی فوتبال بانوان ازبکستان با تفاوت سنی، مسابقات خود را برگزار می‌کنند. ورزشگاه جار همچنین یکی از پایگاه های تیم ملی ازبکستان و ورزشگاه اصلی تمرینی برای آمادگی برای مسابقات و اردوها می باشد.
در سال ۲۰۰۹ کریستیانو رونالدو فوتبالیست معروف پرتغالی در ورزشگاه جار یک مستر کلاس برگزار کرد.